# Juan Jorge Argote
Juan Jorge Argote (La Paz, 1906 - ?) fou un futbolista bolivià de la dècada de 1930.
Fou 1 cop internacional amb la selecció boliviana de futbol, amb la qual disputà la Copa del Món de futbol de 1930. Pel que fa a clubs, defensà els colors del Club Bolívar entre 1929 i 1931.